# أحبابنا يا عين (أغنية)

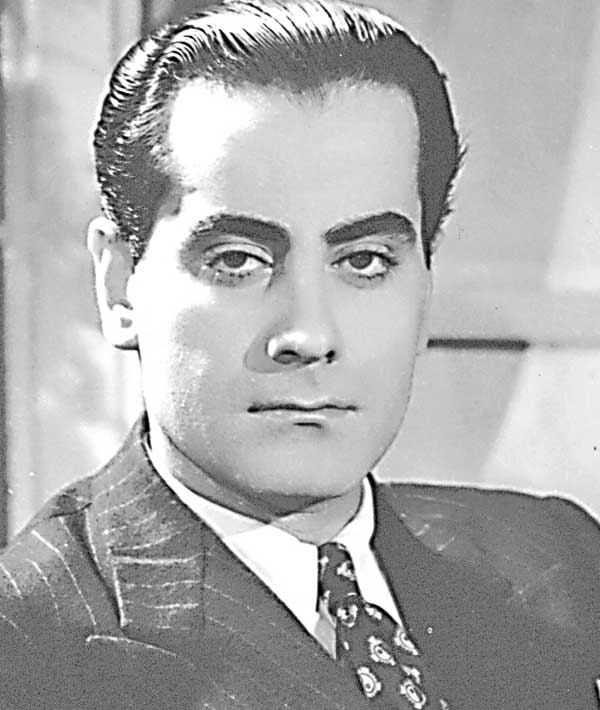

أحبابنا يا عين أغنية من ألحان وغناء فريد الأطرش صدرت 17 مارس 1947 في فيلم (حبيب العمر) للمخرج هنري بركات ومن إنتاج أفلام فريد الأطرش. الأغنية من كلمات بيرم التونسي.

## فيلم (حبيب العمر)
الفيلم من بطولة: فريد الأطرش وسامية جمال وإسماعيل يس وحسن فايق ومحمد كمال المصري (شرفنطح) وسعيد أبو بكر. يروي الفيلم انتقال مجموعة من الفنانين إلي القاهرة ليجدوا فرصة مناسبة لتحقيق أحلامهم ومنهم المطرب الموهوب (ممدوح) الذي لجأ لصديق والده كي يساعده في الظهور للجمهور هو وفرقته وفي نفس الوقت يقع في حب راقصة ولكن بعد فترة قصيرة يتم الانفصال بينهما حيث تبحث الراقصة عن مستقبل أفضل.
الفيلم أول إنتاج شركة «أفلام فريد الأطرش».

## فريد الأطرش وسامية جمال
طلب المخرج أحمد بدرخان من بديعة مصابنى مجموعة راقصات لفيلمه الجديد بطولة فريد الأطرش وأسمهان «انتصار الشباب» وكانت سامية جمال واحدة منهن، فكانت بدايتها في السينما، وجاءتها هذه الفرصة عام 1941 مع فريد الأطرش حبها الأول، في دور ثانوي، حيث ظهرت معه في استعراض غنائي راقص لفت الأنظار إليها. تمت أمنية حياتها أخيرا بأن تمثل وترقص أمام فريد الأطرش، وكان أول هذه الأفلام فيلم «حبيب العمر»، قالت سامية جمال: «أنا صممت على الزواج وهو لم يرفض أبدًا بل لجأ إلى المماطلة في التنفيذ، ولكن مع الاستمرار في طلبي، وعدني بالتنفيذ بعد الإنتهاء من تصوير فيلم» حبيب العمر«بأسبوع أو إثنين ثم نسى، واستمر النسيان لسنوات»، مؤكدة: «على كل حال فريد الذي رفض الزواج مني لم يتزوج أبدًا».

## بيرم التونسي (1893 – 1961)
شاعر مصري ذو أصول تونسية ويعد من أكبر شعراء العامية المصرية. ولد لعائلة تونسية كانت تعيش في مدينة الأسكندرية. ربط الفن بينه وبين سيد درويش، نفاه الملك فؤاد من مصر إلى تونس ثم إلى باريس، بسبب قصيدته «البامية الملوكي والقرع السلطاني»، وعاد متسللاً بعد عشرين سنة في المنفى وذلك في 8 أبريل عام 1938. حصل بيرم على الجنسية المصرية عام 1954. كتب عن مصر: «قومى اقلعى الطرحة السودة يا أم الهرمين.. وركبي الوردة الموضة بين النهدين.. يا أم الخصال المعبودة.. أنا أحطك فين».
كانت قصيدة «المجلس البلدي» أول قصيدة تنشر له: «يا بائع الفجل بالمليم واحدةً، كم للعيال وكم للمجلس البلدي»، ولم يكتف بيرم بنشرها في الصحيفة، بل أصدر كتيبًا يتضمنها، باعه بخمسة مليمات للنسخة الواحدة، فراج رواجًا عظيمًا، وطبعت منه مائة ألف نسخة.
سألوه عن قصة حياته فلخصها كالآتي: "الأوله: مصر، قالوا تونسي ونفونى. الثانية تونس وفيها الأهل جحدوني. والثالثة: باريس، وفي باريس جهلوني.

## كلمات الأغنية
أحبابنـــــا يا عيــــن ما هم معانـــا
رحنا وراحوا عنا ما حد منا إتهنى
عين يا عينى
أحبابنــــا بالـروح جــــــاروا علينــــا
يا هل ترى في بالهم ولا نسيونـا
رحنا وراحوا عنا ما حد منا إتهنى
عين يا عينى
في كل يوم يزيد شوقى إليهم
روح يا نسيم بالله سلم عليهم
نفســى أشــــوفـــهم مــــــرة
دى الفُــرقــة صعبــــة مُـــرة
عين يا عينى

## نسخ للأغنية بصوت آخرين
المغني اللبناني رضا / المطرب الكويتي غريد الشاطئ / المغني المغربي عبد الفتاح الجريني / الفنان الحضرمي عمر الهدار / المغني العراقي الراحل سعدي الحلي / الكويتي مبارك المعتوق / سليمان أسعد (مطرب وعازف عود وممثل مسرحي وتلفزيوني سوري) / المغني العراقي محمد الفارس / المغني الحضرمي أحمد بن مفروش/ فضل شاكر / سوزان عطيه / محمد الحلو / المغنية المصرية نادية مصطفى وأخيرا وليس آخرا المغنية وردة الجزائرية.

## وصلات خارجية
https://www.youtube.com/watch?v=4Qkmox61goU أحبابنا يا عين (أغنية)
https://www.youtube.com/watch?v=KfAXQlj7B6k أحبابنا يا عين (أغنية)
https://www.elmogaz.com/637929 أحبابنا يا عين (أغنية)